# Probles longicaudator
Probles longicaudator är en stekelart som beskrevs av Aubert 1972. Probles longicaudator ingår i släktet Probles och familjen brokparasitsteklar. Inga underarter finns listade i Catalogue of Life.